# Odbor za kmetijstvo in gozdarstvo Državnega zbora Republike Slovenije
Odbor za kmetijstvo in gozdarstvo je bivši odbor Državnega zbora Republike Slovenije.
V 3. državnem zboru Republike Slovenije ga je nadomestil Odbor za kmetijstvo, gozdarstvo in prehrano

## Sestava
1. državni zbor Republike Slovenije
- izvoljen: 23. februar 1993
- predsednik: Jože Protner
- podpredsednik: Franc Potočnik
- člani: Vida Čadonič-Špelič (do 31. oktobra 1994), Geza Džuban, Brane Eržen, Franc Horvat, Bojan Korošec, Zoran Madon, Jurij Malovrh, Ivan Oman, Breda Pečan, Lojze Peterle (od 1. marca 1995), Maria Pozsonec, Danica Simšič, Maks Sušek, Drago Šiftar, Ivan Verzolak, Franc Zagožen, Janez Jupanec

2. državni zbor Republike Slovenije
- izvoljen: 16. januar 1997
- predsednik: Franc Potočnik
- podpredsednik: Geza Džuban
- člani: Ivan Božič, Franc čebulj, Andrej Fabjan (od 15. maja 1997), Mario Gasparini, Jožef Jerovšek, Janez Kramberger, Rafael Kužnik, Zoran Lešnik, Jurij Malovrh, Maria Pozsonec, Ciril Metod Pungartnik, Ciril Smrkolj (do 27. februarja 1997), Jožef Špindler, Branko Tomažič, Janko Veber, Alojz Vesenjak
- funkcija člana: Franc But (25. marec-3. april 1997), Janez Per (23. april-15. maj 1997)